# SKY Perfect JSAT Holdings
Die K.K. SKY Perfect JSAT Holdings (jap. 株式会社スカパーJSATホールディングス, Kabushiki kaisha sukapā jeisatto hōrudingusu, engl. SKY Perfect JSAT Holdings Inc.) ist eine japanische Holdinggesellschaft mit Sitz in Minato, Präfektur Tokio. Gegründet wurde sie im April 2007 durch Aktienübertragung aus der SKY Perfect Communications Inc. und der JSAT Corporation. Als einziger privater Betreiber von Kommunikationssatelliten in Japan und größter in Asien deckt sie mit insgesamt 15 Satelliten Japan, Asien, Ozeanien und Nordamerika ab.

## Geschichte
Am 2. April 2007 erfolgte die Gründung der Holding durch Aktienübertragung der beiden Tochterunternehmen SKY Perfect Communications Inc. und der JSAT Corporation als SKY Perfect JSAT Corporation. Ein Jahr später wurde die Space Communications Corporation Tochterunternehmen. Juni 2008 benannte sich die AG in ihren jetzigen Namen um.
Am 1. Oktober 2008 fusionierten die SKY Perfect Communications Inc., JSAT Corporation und Space Communication Corporation zur SKY Perfect JSAT Corporation.

## Unternehmensgruppe
Zur Unternehmensgruppe der Holding gehören:
- JSAT MOBILE Communications Inc. (zu 53,3 %): Anbieter mobiler Satellitenkommunikation
- JSAT International Inc. (zu 100 %): U.S.-Tochterunternehmen zur Vermarktung von Satellitenkapazitäten in Nordamerika
- OptiCast Inc. (zu 100 %): Anbieter für Inhalte über Glasfasernetze
- Satellite Network, Inc. (zu 92 %): Fernmeldegesellschaft
- SKY Perfect Broadcasting Corporation (zu 100 %): Anbieter von Pay-Per-View Diensten
- SKY Perfect Customer-relations Corporation (zu 100 %): Kundenmanagement im Bereich digitalen Rundfunks
- SKY Perfect Entertainment Corporation (zu 100 %): Anbieter für HD-Rundfunk
- SKY Perfect JSAT Corporation (zu 100 %): Anbieter von Satellitenkommunikation und digitalem Rundfunk mit 3.725.305 Abonnenten.[5]

## Satellitenflotte
Stand der Liste: 14. September 2023
| Name         | Andere Bezeichnungen                         | Startdatum (UTC) | Trägerrakete         | Startplatz | Satellitenbus                           | NSSDC-ID  | Position           | Anmerkungen                                                 |
| ------------ | -------------------------------------------- | ---------------- | -------------------- | ---------- | --------------------------------------- | --------- | ------------------ | ----------------------------------------------------------- |
| Horizons 1   | Galaxy 13                                    | 1. Okt. 2003     | Zenit-3SL            | SL Odyssey | BSS-601HP (Boeing Satellite Systems)    | 2003-044A | 127° West          | Joint-Venture mit Intelsat                                  |
| Horizons 2   |                                              | 21. Dez. 2007    | Ariane 5GS           | CSG ELA-3  | STAR-2 (Orbital Sciences Corporation)   | 2007-063B | 74° West           | Joint-Venture mit Intelsat                                  |
| Horizons 3e  |                                              | 25. Sep. 2018    | Ariane 5 ECA         | CSG ELA-3  | BSS-702MP (Boeing Satellite Systems)    | 2018-074B | 169° Ost           | Joint-Venture mit Intelsat                                  |
| Horizons 4   | Galaxy 37                                    | 3. Aug. 2023     | Falcon 9 Block 5     | CC SLC-40  | SSL-1300 (SSL)                          | 2023-112A | 127° West          | Joint-Venture mit Intelsat, soll Horizons 1 ersetzen        |
| JCSAT-1      |                                              | 6. März 1989     | Ariane 44LP          | CSG ELA-2  | HS-393 (Hughes Space Systems)           | 1989-020A | 150° Ost           | außer Betrieb seit 1998                                     |
| JCSAT-1B     | JCSAT-5                                      | 2. Dez. 1997     | Ariane 44P           | CSG ELA-2  | HS-601 (Hughes Space Systems)           | 1997-075A | 150° Ost           | außer Betrieb                                               |
| JCSAT-1C     | JCSAT-18, Kacific 1                          | 16. Dez. 2019    | Falcon 9 v1.2        | CC SLC-40  | BSS-702MP (Boeing Satellite Systems)    | 2019-091A | 150° Ost           | Joint-Venture mit Kacific Broadband Satellites              |
| JCSAT-2      |                                              | 1. Jan. 1990     | Commercial Titan III | CC LC-40   | HS-393 (Hughes Space Systems)           | 1990-001B | 154° Ost           | außer Betrieb seit 2002                                     |
| JCSAT-2A     | JCSAT-8                                      | 29. März 2002    | Ariane 44L           | CSG ELA-2  | BSS-601 (Boeing Satellite Systems)      | 2002-015A | 154° Ost           | außer Betrieb                                               |
| JCSAT-2B     | JCSAT-14                                     | 6. Mai 2016      | Falcon 9 v1.2        | CC SLC-40  | SSL-1300 (Space Systems/Loral)          | 2016-028A | 154° Ost           |                                                             |
| JCSAT-3      |                                              | 29. Aug. 1995    | Atlas IIAS           | CC LC-36B  | HS-601 (Hughes Space Systems)           | 1995-043A | 128° Ost           | außer Betrieb seit 2007                                     |
| JCSAT-3A     | JCSAT-10                                     | 11. Aug. 2006    | Ariane 5 ECA         | CSG ELA-3  | A2100AXS (Lockheed Martin)              | 2006-033A | 128° Ost           |                                                             |
| JCSAT-4A     | JCSAT-6                                      | 16. Feb. 1999    | Atlas IIAS           | CC LC-36A  | HS-601 (Hughes Space Systems)           | 1999-006A | 124° Ost           | außer Betrieb                                               |
| JCSAT-4B     | JCSAT-13                                     | 15. Mai 2012     | Ariane 5 ECA         | CSG ELA-3  | A2100AXS (Lockheed Martin)              | 2012-023A | 124° Ost           |                                                             |
| JCSAT-5A     | JCSAT-9, N-Star d                            | 12. Apr. 2006    | Zenit-3SL            | SL Odyssey | A2100AXS (Lockheed Martin)              | 2006-010A | 132° Ost           | Joint-Venture mit NTT DOCOMO                                |
| JCSAT-11     |                                              | 5. Sep. 2007     | Proton-M/Bris-M      | Ba 200/39  | A2100AXS (Lockheed Martin)              | –         | –                  | Satellit bei Fehlstart verlorengegangen                     |
| JCSAT-16     |                                              | 14. Aug. 2016    | Falcon 9 v1.2        | CC SLC-40  | SSL-1300 (Space Systems/Loral)          | 2016-050A | 93° Ost            |                                                             |
| JCSAT-17     |                                              | 18. Feb. 2020    | Ariane 5 ECA         | CSG ELA-3  | LM-2100 (Lockheed Martin)               | 2020-013A | 136° Ost           |                                                             |
| JCSAT-85     | Intelsat 15, IS-15                           | 30. Nov. 2009    | Zenit-3SLB           | SL Odyssey | STAR-2.4 (Orbital Sciences Corporation) | 2009-067A | 85° Ost            | angemietete Transponderkapazitäten                          |
| JCSAT-110    | N-SAT 110, JCSAT-7, Superbird 5, Superbird D | 6. Okt. 2000     | Ariane 42L           | CSG ELA-2  | A2100AX (Lockheed Martin)               | 2000-060A | 110° Ost           | außer Betrieb                                               |
| JCSAT-110A   | JCSAT-15                                     | 21. Dez. 2016    | Ariane 5 ECA         | CSG ELA-3  | SSL-1300 (Space Systems/Loral)          | 2016-082A | 110° Ost           |                                                             |
| JCSAT-110R   | BSAT 3C                                      | 6. Aug. 2011     | Ariane 5 ECA         | CSG ELA-3  | A2100A (Lockheed Martin)                | 2011-041B | 110° Ost           | Joint-Venture mit B-SAT                                     |
| JCSAT-R      | JCSAT-4, Intelsat 26, IS-26                  | 17. Feb. 1997    | Atlas IIAS           | CC LC-36B  | HS-601 (Hughes Space Systems)           | 1997-007A | 124° Ost           | im Jahr 2009 an Intelsat verkauft, inzwischen außer Betrieb |
| JCSAT-RA     | JCSAT-12                                     | 21. Aug. 2009    | Ariane 5 ECA         | CSG ELA-3  | A2100AXS (Lockheed Martin)              | 2009-044A | 132° Ost           | dient als Backup-Satellit                                   |
| Superbird A  | Superbird 1                                  | 5. Juni 1989     | Ariane 44L           | CSG ELA-2  | SSL-1300 (Space Systems/Loral)          | 1989-041A | 158° Ost           | außer Betrieb                                               |
| Superbird A1 |                                              | 1. Dez. 1992     | Ariane 42P           | CSG ELA-2  | SSL-1300 (Space Systems/Loral)          | 1992-084A | 158° Ost           | außer Betrieb                                               |
| Superbird A2 | Superbird 6                                  | 16. Apr. 2004    | Atlas IIAS           | CC LC-36A  | BSS-601 (Boeing Satellite Systems)      | 2004-011A | 158° Ost           | nach Start nie in Betrieb genommen                          |
| Superbird B  | Superbird 2                                  | 22. Feb. 1990    | Ariane 44L           | CSG ELA-2  | SSL-1300 (Space Systems/Loral)          | –         | 162° Ost (geplant) | Satellit bei Fehlstart verlorengegangen                     |
| Superbird B1 |                                              | 26. Dez. 1992    | Ariane 44L           | CSG ELA-2  | SSL-1300 (Space Systems/Loral)          | 1992-010A | 162° Ost           | außer Betrieb                                               |
| Superbird B2 | Superbird 4                                  | 18. Feb. 2000    | Ariane 44LP          | CSG ELA-2  | HS-601HP (Hughes Space Systems)         | 2000-012A | 162° Ost           | außer Betrieb                                               |
| Superbird B3 | DSN-1, Kirameki 1, Superbird 8               | 5. Apr. 2018     | Ariane 5 ECA         | CSG ELA-3  | DS-2000 (Mitsubishi Electric)           | 2018-033A | 162° Ost           | Joint-Venture mit DSN Corporation                           |
| Superbird C  | Superbird 3                                  | 28. Juli 1997    | Atlas IIAS           | CC LC-36B  | HS-601 (Hughes Space Systems)           | 1997-036A | 144° Ost           | außer Betrieb seit 2015                                     |
| Superbird C2 | Superbird 7                                  | 14. Aug. 2008    | Ariane 5 ECA         | CSG ELA-3  | DS-2000 (Mitsubishi Electric)           | 2008-038A | 144° Ost           | ersetzte Superbird C                                        |
| Superbird 9  |                                              | 2027 (geplant)   | Cargo Starship       | KSC LC-39A | OneSat (Airbus Defence and Space)       | -         | -                  | noch nicht gestartet                                        |